# Promurricia
Promurricia is een monotypisch geslacht van spinnen uit de  familie van de Hersiliidae.

## Soort
- Promurricia depressa Baehr & Baehr, 1993